# Ibri
Ibri (em árabe: عبري‎) é uma cidade e capital da província de Daira e do vilaiete de Ibri, no Omã. De acordo com o censo de 2010, tinha 30 273 habitantes, 22 371 omanis e 7 902 forâneos. Compreende uma área de 46,5 quilômetros quadrados.